# Turner Inlet
Das Turner Inlet ist eine 15 km lange, bis zu 5 km breite und vereiste Nebenbucht des New Bedford Inlet an der Lassiter-Küste des Palmerlands auf der Antarktischen Halbinsel. Sie liegt zwischen dem Simpson Head und Kap Kidson.
Das UK Antarctic Place-Names Committee benannte die Bucht 2020 nach dem britischen Meteorologen John Turner (* 1953), der ab 1986 für den British Antarctic Survey tätig war und später Präsident der International Association of Meteorology and Atmospheric Sciences (IAMAS) wurde.